# Ulrik Wilbek
Ulrik Wilbek (Tunis, Tunis, 13. travnja 1958.) je danski rukometni trener i trenutni izbornik Danske. Wilbek je 2005. preuzeo dansku mušku rukometnu reprezentaciju dok je prije nje uspješno vodio dansku žensku rukometnu reprezentaciju. Najveći uspjesi ostvareni s muškom reprezentacijom su dva europska naslova (Norveška 2008. i Srbija 2012.) dok je sa ženskom reprezentacijom osvojio olimpijsko (Atlanta 1996.), svjetsko (Njemačka 1997.) i europsko (Njemačka 1994. i Danska 1996.) zlato.
Također, Ulrik Wilbek se iskazao i kao dobar klupski trener u ženskom rukometu gdje je osvojio žensku rukometnu Ligu prvaka te više puta bio prvak Danske.
U braku je s bivšom danskom rukometašicom i olimpijskom pobjednicom Susanne Munk Lauritsen.

## Trenerska karijera

### Ženski rukomet
Wilbek je prvi veći reprezentativni uspjeh sa ženskom reprezentacijom ostvario krajem 1980-ih s juniorskom selekcijom. Trenirao je igračice kao što su Anja Andersson i Susanne Munk Lauritsen (njegova buduća supruga). Nakon nekoliko godina, Wilbeku je ponuđeno da vodi žensku seniorsku reprezentaciju. Izbornik je tada u reprezentaciju uveo nekoliko juniorskih reprezentativki.
Tijekom 1990-ih Wilbek je postao jednim od najuspješnijih danskih izbornika u jednom od najpopularnijih sportova u zemlji - rukometu. Najprije je osvojen europski naslov 1994. u Njemačkoj da bi sljedeće godine na Svjetskom prvenstvu u Austriji i Mađarskoj, Wilbek s Danskom osvojio broncu.
Na Olimpijadi u Atlanti 1996. Danska postaje olimpijski pobjednik dok iste godine reprezentacija uspješno brani europski naslov u Danskoj. 1997. godine danska rukometna reprezentacija osvaja svjetsko prvenstvo u Njemačkoj. Time je Wilbek sa ženskom reprezentacijom osvojio tri najveća rukometna turnira - svjetsko i europsko prvenstvo te olimpijske igre.
Također, osim ženske rukometne reprezentacije, Ulrik Wilbek je vodio i ženski rukometni klub Viborg HK. Trener ga je preuzeo kao ambiciozni klub koji se tek plasirao u dansku 1. ligu. S klubom je 1991. osvojio drugo mjesto u danskom prvenstvu zbog čega mu je ponuđeno mjesto izbornika ženske rukometne reprezentacije.
Nakon pet uspješnih godina na danskoj reprezentativnoj klupi, Wilbek se vraća u klupski rukomet. Ponovo preuzima Viborg HK s kojim u razdoblju od 1999. do 2002. osvaja četiri uzastopna naslova danskog prvaka a 2001. i rukometnu Ligu prvakinja.

### Muški rukomet
Sredinom 2000-ih Wilbek je preuzeo dansku mušku rukometnu reprezentaciju s kojom je također bio uspješan kao i sa ženskom selekcijom. Najprije je na Europskom prvenstvu u Švicarskoj 2006. osvojena bronca. Sljedeće godina na Svjetskom prvenstvu u Njemačkoj Wilbek s Danskom ponovo osvaja broncu porazivši u borbi za treće mjesto Francusku.
2008. Danska osvaja svoj prvi europski naslov dok je na Olimpijadi u Pekingu poražena u četvrtfinalu od Hrvatske. 2011. Danska postaje svjetski viceprvak (prvi puta od 1967.) dok na Europskom prvenstvu u Srbiji, Danska po drugi puta osvaja europski naslov čime je uz Švedsku postala jedna od najuspješnijih reprezentacija na europskim prvenstvima.
S Danskom je 2013. godine osvojio srebro na svjetskom prvenstvu u Španjolskoj. Španjolska je u finalu doslovno ponizila Dansku pobijedivši s 35:19. Nikada nijedna momčad nije izgubila s toliko razlikom kao Danci čime je stvoren novi rekord u povijesti finala svjetskog rukometnog prvenstva.

## Vanjske poveznice
- IHF: Wilbek verdens bedste
- Store roser til Ulrik Wilbek